# Озерово (Калининградская область)
Озерово — посёлок в Зеленоградском районе Калининградской области. Входит в состав Ковровского сельского поселения.

## Население
| 2002 | 2010 |
| ---- | ---- |
| 134  | ↗137 |

## История
Первое упоминание поселения относится к 1332 году.
17 февраля 1370 года возле поселения состоялось сражение, позже ставшее известным как битва при Рудау.
В 1946 году Трансау был переименован в поселок Озерово.